# 洋厘
洋厘，又称厘价，即用银两表示的银元价格。所谓“洋”即“大洋”，指代银元，由于银元对银两的价格变动只有最多到厘，因此称作“洋厘”。在中国近现代，市场上流通银两和银元两种货币，两者之间经常有互换的需求，因此产生了洋厘行市。

## 价格
由于银两并没有统一平色规格，因此银元很难折合为某部分具体的银两，商家一般都是通过虚银两记账。虚银两是记账时银两的默认成色，任何规格的具体银两都需要折算为这一规格入账。银元是近现代从西方传入中国的产物，主要有西班牙本洋、墨西哥鹰洋和本国自制的龙洋等类型，重量在库平七钱二分至七千三分左右，厘价一般也会根据两元需求围绕银元银含量折算银两价格上下波动，洋少则厘贵，洋多则厘贱。上海历史上，洋厘最高曾经达到8.375钱（1911年），后来规定厘价在7—8钱之间。钱业公会会在每天的早上和中午公布价格，日内价格变化不会超过1厘，故此得名。

## 历史行市
最初中外贸易只会使用西班牙的本洋，然而实际上西班牙由于在19世纪初南美独立战争中失去南美产银区，早已不再铸造本洋，而到了太平天国战争期间市面本洋逐渐断绝。为了便利交易，上海的华洋商人公议使用上海规元虚银两单位作为本洋的替代品，所有外洋都需要换算成规元银两，由此产生了洋厘市场。1890年各地龙洋开始铸造，但因为各种原因生产出来的银元平色鱼龙混杂，因此衍生出不同币种的洋厘行情，历史曾有鹰洋行情、本洋行情、国币行情等等。1914年袁大头铸造后很快取代了龙洋的地位，因此1915年开始龙洋行情取消，部分龙洋归并到袁大头的国币行情。1919年，由于墨西哥在1905年停止铸造鹰洋，鹰洋存量日益减少，市场上供不应求，但汇丰银行坚持以鹰洋支付盐税，恰逢五四运动，钱业联合学生举行罢市取消了鹰洋行情，最后只剩下了国币行情。1933年废两改元中，政府规定以固定厘价换算银两与银元，洋厘行情彻底废除。